# Gewoon sterschoteltje
Gewoon sterschoteltje (Trapelia coarctata) is een korstmossoort uit het geslacht sterschoteltje (Trapelia). Het leeft in symbiose een chlorococcoïde alg.

## Determinatie
Uiterlijke kenmerken
Gewoon sterschoteltje is een korstvormig korstmos. Het thallus bestaat uit losse of samenvloeiende, witgrijze tot blauwig grijze areolen. Er is geen duidelijke grens; aan de buitenrand van het thallus verandert het geleidelijk in een witachtig voorland. Het heeft de volgende kenmerkende kleurreacties: C+ (rood), K–, KC+ (rood), Pd–, UV+ (wittig).  Het prothallus is aanwezig.
Het heeft geen sorediën. Meestal heeft het apotheciën. Deze zijn vrij klein en meten in doorsnede doorgaans 0,2 tot 0,8 mm. Ze kunnen maximaal 2 mm groot zijn. Ze zijn stervormig gesloten bij jonge exemplaren. De kleur is roze tot bruinrood met een witte rand. Meestal bevatten ze berijping en zijn ze hol tot plat. Onrijpe apotheciën zijn zichtbaar als kleine witte puntjes.
Microscopische kenmerken
Het hypothelium is kleurloos of geelbruin. Het hymenium heeft een hoogte van 90–140 μm. De ascosporen zijn kleurloos, eencellig (aseptaat), glad, dunwandig, ellipsvormig tot eivormig, soms ongelijkzijdig, zonder epispore of geleiachtige omhulling en hebben een afmetingen van 15–25 × 7–13 μm.

## Ecologie
Gewoon sterschoteltje groeit hoofdzakelijk epilitisch op zure, stenige substraten. De soort wordt veel aangetroffen op kleine kiezelstenen in de heide en in het ballastbed van spoorbanen. Op grote stenen wordt het aangetroffen op hunebedden en op basalt van dijken. Zeer incidenteel wordt gewoon sterschoteltje ook op bewerkt hout of terrestrisch aangetroffen.

### Syntaxonomie
In de syntaxonomie staat gewoon sterschoteltje te boek als kensoort voor de klasse van bisschopsmutsen en landkaartmossen. Het optimum van de soort ligt in Nederland in de associatie van kleine blauwkorst.

## Verspreiding
In Nederland is gewoon sterschoteltje vrij algemeen. Het staat niet op de Nederlandse Rode Lijst en is niet bedreigd.

## Taxonomie
Het is in 1799 wetenschappelijk beschreven door Dawson Turner, maar werd in 1932 door de Franse mycoloog en lichenoloog Maurice Choisy in het geslacht sterschoteltje (Trapelia) geplaatst.